# Ostojićevo, Čoka
Ostojićevo (izvirno srbsko Остојићево; madžarsko Tiszaszentmiklós) je naselje v Srbiji, ki upravno spada pod Občino Čoka; slednja pa je del Severnobanatskega upravnega okraja.

## Demografija
V naselju živi 2298 polnoletnih prebivalcev, pri čemer je njihova povprečna starost 41,4 let (39,6 pri moških in 43,1 pri ženskah). Naselje ima 1048 gospodinjstev, pri čemer je povprečno število članov na gospodinjstvo 2,71.
Prebivalstvo je večinoma nehomogeno, a v času zadnjih treh popisov je opazno zmanjšanje števila prebivalcev.
|  |

| Demografija | Demografija     | Demografija     |
| Leto        | Št. prebivalcev | Št. prebivalcev |
| ----------- | --------------- | --------------- |
|             |                 |                 |
|             |                 |                 |
|             |                 |                 |
|             |                 |                 |
| 1948        | 4105            |                 |
| 1953        | 4265            |                 |
| 1961        | 4024            |                 |
| 1971        | 3678            |                 |
| 1981        | 3395            |                 |
| 1991        | 3040            | 3007            |
| 2002        | 2877            | 2844            |
|             |                 |                 |

| Etnična sestava po popisu iz leta 2002 | Etnična sestava po popisu iz leta 2002 | Etnična sestava po popisu iz leta 2002 | Etnična sestava po popisu iz leta 2002 | Etnična sestava po popisu iz leta 2002 |
| -------------------------------------- | -------------------------------------- | -------------------------------------- | -------------------------------------- | -------------------------------------- |
| Srbi                                   | Srbi                                   |                                        | 1.597                                  | 56,15%                                 |
| Madžari                                | Madžari                                |                                        | 754                                    | 26,51%                                 |
| Slovaki                                | Slovaki                                |                                        | 181                                    | 6,36%                                  |
| Romi                                   | Romi                                   |                                        | 82                                     | 2,88%                                  |
| Jugoslovani                            | Jugoslovani                            |                                        | 42                                     | 1,47%                                  |
| Hrvati                                 | Hrvati                                 |                                        | 22                                     | 0,77%                                  |
| Slovenci                               | Slovenci                               |                                        | 2                                      | 0,07%                                  |
| Muslimani                              | Muslimani                              |                                        | 2                                      | 0,07%                                  |
| Makedonci                              | Makedonci                              |                                        | 2                                      | 0,07%                                  |
| Čehi                                   | Čehi                                   |                                        | 1                                      | 0,03%                                  |
| Črnogorci                              | Črnogorci                              |                                        | 1                                      | 0,03%                                  |
| Rusini                                 | Rusini                                 |                                        | 1                                      | 0,03%                                  |
| Romuni                                 | Romuni                                 |                                        | 1                                      | 0,03%                                  |
| Nemci                                  | Nemci                                  |                                        | 1                                      | 0,03%                                  |
| Neznano                                | Neznano                                |                                        | 9                                      | 0,31%                                  |